# Réseau de santé périnatal
Un réseau de santé périnatal est un réseau de santé destiné plus particulièrement au domaine de la périnatalité. 

## Composantes
Un tel réseau comprend notamment :
- les centres hospitaliers
- les cliniques
- les maternités
- les centres périnataux de proximité
- les maisons de naissance
- les médecins généralistes et spécialistes
- les sages-femmes

## Organisation géographique

### Cas de la région francilienne (France)
Région française la plus peuplée avec 12,3 millions d'habitants en 2023, l'Île-de-France garde aussi un taux de natalité au-dessus du niveau national.
En tout, 7 réseaux de santé en périnatalité sont présents dans la région, couvrant chacun 1 à 2 département(s) :
- Réseau périnatal du Val d'Oise (RPVO) (Val d'Oise) ;
- Réseau Périnatal Maternité en Yvelines et Périnatalité Active (MYPA) (Yvelines) ;
- Réseau Périnat 92 (Hauts-de-Seine) ;
- Réseau de Santé en Périnatalité Parisien (RSPP) (Paris) ;
- Réseau Périnatal du Val de Marne (RPVM) (Val-de-Marne) ;
- Réseau Naître dans l’Est Francilien (NEF) (Seine-Saint-Denis et (nord, est) Seine-et-Marne) ;
- Réseau Perinat IF Sud (Essonne et (sud) Seine-et-Marne) ;